# Saint-Affrique

Saint-Affrique este o comună în departamentul Aveyron din sudul Franței. În 1 ianuarie 2022 avea o populație de 7.924 de locuitori.